# Into the Fire (album)
Cet article concerne l'album de Bryan Adams. Pour la chanson de Thirteen Senses, voir Into the Fire.
Albums de Bryan Adams
Reckless
(1984) Live!Live!Live!
(1988)
Singles
1. Heat of the Night
Sortie : mars 1987
2. Hearts on Fire
Sortie : juin 1987
3. Victim of Love
Sortie : octobre 1987

Into the Fire est le 5e album studio du chanteur de rock canadien Bryan Adams. Il est sorti le 30 mars 1987 sur le label A&M Records et fut produit par Bryan Adams et Bob Clearmountain.

## Historique
Cet album fut enregistré entre le 29 août et le 24 octobre 1986dans la propre maison de Bryan Adams à Vancouver au Canada. La salle à manger, la salle de bain et les chambres à coucher furent utilisés pour isoler les différents instruments de musique. Le studio fut appelé cliffhanger car la maison était accrochée à un précipice qui surplombait l'océan. 
Il atteindra la 7e place du classement du Billboard 200 aux États-Unis et la deuxième dans les charts canadiens.
Into the Fire n'eut pas autant de succès que son prédécesseur, Reckless, mais fut quand même certifié disque de platine aux États-Unis, au Canada et dans de nombreux pays.

## Liste des titres
- Toutes les chansons sont signées et par Bryan Adams et Jim Vallance.

| No  | Titre                   | Durée |
| --- | ----------------------- | ----- |
| 1.  | Heat Of The Night       | 5:07  |
| 2.  | Into The Fire           | 4:41  |
| 3.  | Victim Of Love          | 4:07  |
| 4.  | Another Day             | 3:41  |
| 5.  | Native Son              | 6:04  |
| 6.  | Only The Strong Survive | 3:45  |
| 7.  | Rebel                   | 4:02  |
| 8.  | Remembrance Day         | 5:59  |
| 9.  | Hearts On Fire          | 3:30  |
| 10. | Home Again              | 4:18  |

## Musiciens
- Bryan Adams: chant, guitare, claviers.
- Kevin Scott: guitare solo, chœurs.
- Dave Taylor: guitare basse.
- Mickey Curry: batterie, percussions.

## Musiciens additionnels
- Robbie King : orgue.
- Dave Pickell: piano.
- Jim Vallance: piano, percussions, sequencer.
- Tommy Mandel: claviers.
- Ian Stanley: claviers.

## Charts et certifications
| Pays             | Durée du classement | Meilleur classement |
| ---------------- | ------------------- | ------------------- |
| Allemagne        | 22 semaines         | 7e                  |
| Autriche         | 8 semaines          | 13e                 |
| Canada           | 36 semaines         | 2e                  |
| États-Unis       | 33 semaines         | 7e                  |
| Norvège          | 11 semaines         | 4e                  |
| Nouvelle-Zélande | 11 semaines         | 10e                 |
| Pays-Bas         | 12 semaines         | 18e                 |
| Royaume-Uni      | 21 semaines         | 10e                 |
| Suède            | 7 semaines          | 3e                  |
| Suisse           | 13 semaines         | 4e                  |

| Pays        | Certification | Ventes      | Date       |
| ----------- | ------------- | ----------- | ---------- |
| Canada      | 3 × Platine   | 300 000 +   | 20/05/1987 |
| États-Unis  | Platine       | 1 000 000 + | 08/06/1987 |
| Royaume-Uni | Or            | 100 000 +   | 15/04/1987 |
| Suisse      | Platine       | 50 000 +    | 1994       |

### Charts singles
| Date | Single                  | Chart                  | durée du classement | Position |
| ---- | ----------------------- | ---------------------- | ------------------- | -------- |
| 1987 | Heat of the Night       | Hot 100                | 16 semaines         | 6e       |
| 1987 | Heat of the Night       | Mainstream Rock Tracks | 11 semaines         | 2e       |
| 1987 | Heat of the Night       | UK Singles Chart       | 3 semaines          | 50e      |
| 1987 | Heat of the Night       | Single Top 100         | 9 semaines          | 33e      |
| 1987 | Heat of the Night       | (V) Ultratop           | 2 semaines          | 35e      |
| 1987 | Heat of the Night       | RPM Top Singles        | 15 semaines         | 7e       |
| 1987 | Heat of the Night       | VG-lista               | 5 semaines          | 6e       |
| 1987 | Heat of the Night       | RMNZ Singles Top40     | 8 semaines          | 20e      |
| 1987 | Heat of the Night       | Mega Top 50            | 10 semaines         | 34e      |
| 1987 | Heat of the Night       | Sverigetopplistan      | 4 semaines          | 7e       |
| 1987 | Heat of the Night       | Schweizer Hitparade    | 5 semaines          | 17e      |
| 1987 | Into the Fire           | Mainstream Rock Tracks | 16 semaines         | 6e       |
| 1987 | Hearts on Fire          | Hot 100                | 13 semaines         | 26e      |
| 1987 | Hearts on Fire          | Mainstream Rock Tracks | 12 semaines         | 3e       |
| 1987 | Hearts on Fire          | UK Singles Chart       | 4 semaines          | 57e      |
| 1987 | Hearts on Fire          | RPM Top Singles        | 12 semaines         | 25e      |
| 1987 | Victim of Love          | Hot 100                | 12 semaines         | 32e      |
| 1987 | Victim of Love          | Mainstream Rock Tracks | 9 semaines          | 10e      |
| 1987 | Victim of Love          | UK Singles Chart       | 3 semaines          | 68e      |
| 1987 | Victim of Love          | RPM Top Singles        | 10 semaines         | 49e      |
| 1988 | Only the Strong Survive | RPM Top Singles        | 6 semaines          | 64e      |